# بی‌وین
بی‌وین (به انگلیسی: Bwin) یکی از بزرگ‌ترین شرکت‌های شرط‌بندی آنلاین است. شهرت این شرکت بیشتر برای سایت آنلاین پوکر بنام PartyPoker.com و نیز برند شرط‌بندی‌های ورزشی بی‌وین می‌باشد. دفتر مرکزی این شرکت اتریشی-بریتانیایی، در وین، اتریش قرار دارد.
این شرکت در سال ۱۹۹۷ با نام «بی‌وین اینترکتیو اینترتینمنت آگ» بنا نهاده‌شد و در سال ۲۰۱۱ پس از ادغام با شرکت «پارتی‌گیمینگ پی‌ال‌سی» به «بی‌وین. پارتی دیجیتال اینترتیمنت» تغییر نام داد. در فوریه ۲۰۱۶ شرکت «بی‌وین. پارتی دیجیتال اینترتیمنت» توسط کمپانی «جی‌وی‌سی هولدینگز» (به انگلیسی: GVC Holdings) خریداری‌شد و تحت مالکیت این شرکت با نام بی‌وین به کارش ادامه داد.
شرکت بی‌وین، دارای مجوزهای بین‌المللی و منطقه‌ای در کشورهایی مانند: کانادا، آلمان، ایتالیا، مکزیک، کرواسی، اتریش، فرانسه و انگلستان است، که برای رشته‌های پوکر، کازینو، بازی‌های نرم‌افزاری و بازی مهارتی این مجوزها را دریافت کرده‌است.
درآمد این شرکت از پوکر و رشته‌های ورزشی چیزی در حدود ۲۰ میلیون دلار در سال است. شرکت بی‌وین سال‌ها اسپانسر پیراهن‌های باشگاه فوتبال آث میلان ایتالیا و باشگاه فوتبال رئال مادرید اسپانیا نیز بوده‌است سهام این شرکت در بازارهای بورس لندن، بورس وین و بورس مادرید دادوستد می‌شود.